# Ghaznaviden
De Ghaznaviden (Perzisch: غزنویان) waren een Perzo-Turkse dynastie die een groot gebied rond de Perzische stad Ghazni (in het huidige Afghanistan) beheerste tussen 975 en 1187. Het rijk besloeg gebieden in het Perzische Rijk, Transoxanië en het noorden van India.
Door de politieke en culturele invloed van hun voorgangers - de Samaniden - namen de van oorsprong Turkse Ghaznaviden veel van de Perzische cultuur over.

## Geschiedenis
De dynastie begon met Sebük Tegin toen hij de territoria rond Ghazni overnam van zijn schoonvader Alp Tegin, een voormalig generaal van de Sultans der Samaniden. Een zoon van Sebük Tegin, Mahmud van Ghazni, breidde het rijk verder uit naar de regio die zich uitstrekte van de rivier de Amu Darja tot de Indusvallei en de Indische Oceaan. In het westen liep het gebied tot Ray en Hamadan.
Onder Masud I verloor het rijk veel gebieden, en viel het in omvang terug tot ca. het gebied van het huidige Afghanistan. In 1151 werd ook Ghazni verloren, en werd Lahore aangewezen als hoofdstad, tot ook deze stad veroverd werd in 1186, door de Ghuriden.